# Madame Verdurin
 (juillet 2021).
- Si vous ne connaissez pas le sujet, laissez ce bandeau (vous pouvez alors contacter les auteurs).
- Si vous supprimez le contenu mis en cause (vous pouvez préalablement contacter les auteurs),

argumentez précisément cette suppression dans la page de discussion
(un manque de référence n'est pas un argument ; une recherche réelle de référence doit avoir été effectuée, être formellement documentée).
Madame Verdurin est un personnage du principal roman de Marcel Proust, À la recherche du temps perdu.

## Description
Proust analyse ce personnage et le décrit ainsi : "...Patronne du petit clan..". 
Son salon, situé quai de Conti à Paris, est l’un des plus décrits dans À la recherche du temps perdu. Il apparaît dès les premières pages de la deuxième partie de Du côté de chez Swann, "Un amour de Swann". Elle tente de rassembler autour d’elle un groupe de « fidèles » auxquels elle veut imposer, avec leur consentement, ses goûts artistiques, par exemple le peintre Elstir à une époque, mais dont elle veut aussi diriger la vie sentimentale, ce qu’elle fait d'Odette et de Swann, s’efforçant de les rapprocher, avant de travailler à les séparer quand elle comprend que Swann fréquente des gens très supérieurs à elle sur le plan mondain.
Proust l'a chargée du plus grand nombre de traits déplaisants ; ainsi, Madame Verdurin n’ose plus rire parce qu'une fois, sa mâchoire s’est décrochée. Depuis que le docteur Cottard la lui a remise en place, elle l’appelle « Docteur Dieu ».
Madame Verdurin peut apparaître comme l'archétype de la bourgeoisie parisienne, stupide, prétentieuse et malveillante (cf. ses minauderies, grimaces et remarques incultes, tout au long du roman de Proust).
Madame Verdurin finit par trouver en la princesse Sherbatoff la fidèle idéale, avec laquelle elle voudrait même être enterrée.
À la fin du roman, Madame Verdurin épouse le prince de Guermantes, devenu veuf.
Le salon mondain des Verdurin caricature une évolution du public de l'art. Ce ne sont plus les aristocratiques Guermantes que le narrateur raille en gardant quelque respect pour leur naturel et leur dignité, mais une bourgeoisie ignorante et superficielle, monde mêlé et disparate où Swann peut rencontrer une demi-mondaine comme Odette de Crécy. C'est l'émergence du milieu artiste parisien moderne, consacré à la fin par le mariage Verdurin-Guermantes, qui affecte le langage cru des rapins sans avoir leur talent. Mme Verdurin lance des peintres, elle applaudit les ballets russes.[réf. nécessaire]

## Modèles possibles
- Madame de Saint-Marceaux, née Jourdain (1850-1930), épouse du sculpteur René de Saint-Marceaux (1845-1915), grand-mère du sculpteur Jean-Claude de Saint-Marceaux.
- Pauline Ménard-Dorian (1870-1941)
- Madame Arman de Caillavet (1844-1910), selon George Painter
- Madeleine Lemaire (1845-1928), selon Jean-Yves Tadié et André Germain
- Misia Sert
- Madame Verdurin emprunte également des caractéristiques à d'autres personnages : à la fin de sa vie, elle devient "grande prêtresse des Ballets Russes", comme l'était dans la réalité la comtesse Greffulhe, à qui elle emprunte également une partie de son mobilier[2].

## Interprètes
| Madame Verdurin est interprétée par : - Marie-Christine Barrault dans Un amour de Swann de Volker Schlöndorff (1984) - Marie-France Pisier dans Le Temps retrouvé de Raoul Ruiz (1999) - Dominique Blanc dans À la recherche du temps perdu de Nina Companeez (2011) | Monsieur Verdurin est interprété par : - Jean-Louis Richard dans Un amour de Swann de Volker Schlöndorff (1984) - Jérôme Prieur dans Le Temps retrouvé de Raoul Ruiz (1999) - Hervé Pierre dans À la recherche du temps perdu de Nina Companeez (2011) |